# Londoner Konferenz (1900)
Die Londoner Konferenz von 1900 (auch: erste Pan-Afrikanische Konferenz) war eine der ersten panafrikanischen Tagungen auf internationaler Ebene. Sie wollte die Diskriminierung von Menschen mit schwarzer Hautfarbe stärker ins Bewusstsein rücken und strebte eine bessere politische Vertretung ihrer Interessen an. Auf der Konferenz wurde der Begriff Panafrikanismus geprägt.
Veranstalter der Konferenz vom 23. bis zum 25. Juli 1900 war die Londoner African Association um den in Trinidad und Tobago geborenen Rechtsanwalt Henry Sylvester Williams. Die Teilnehmer der Konferenz kamen unter anderem aus Liberia, Äthiopien, von der Goldküste und aus der afrikanischen Diaspora in England, der Karibik und Nordamerika. Nur vier der Teilnehmer kamen aus Afrika, elf hingegen aus den USA, zehn aus der Karibik und einer aus Kanada.